# Шулавери-гора
Шулавери-гора (Шулаверис-гора, груз. შულავრის გორა) — древнее поселение близ села Шаумяни, в Марнеульском муниципалитете края Квемо-Картли Грузии. Это одно из основных поселений неолитической культуры Шулавери-Шому, которая получила от него своё название. Раскопки этого археологического объекта проводились в 1965—1966 годах экспедицией под руководством профессора О. М. Джапаридзе. По результатам радиоуглеродного анализа нижние слои поселения датированы 4675 ± 210 годом до нашей эры.
В настоящее время городище повреждено и имеет размеры 100х40 метров и 2 метра в высоту, но до повреждения оно представляло собой круглый холм диаметром чуть более 100 метров и высотой около 6 метров. На старых картах высота холма отмечена как 5,8 метров. Холм занимал площадь около 1 гектара, однако поселение предположительно распространялось и за его пределы.
Все сооружения Шулаври-гора имеют в плане круглые очертания — круг или овал, диаметром от 5 до 0,5 метров. Это жилые помещения, хозяйственные кладовые и ямы для хранения запасов пищи. Площадь некоторых домов достигает 12,5 и даже 17 квадратных метров. Верхняя часть строений не сохранилась, но по косвенным данным высота определяется не ниже 2,5 метров.
Наряду с Гадачрили-гора, Шулаверис-гора является местом обнаружения древнейших в мире свидетельств виноделия в виде осадка винной кислоты на глиняных сосудах 5900-5750 гг. до н. э.